# 锡兰高地红茶
錫蘭紅茶是對出產於斯里蘭卡的红茶的統稱，又稱為“西冷紅茶”、“惜冷紅茶”；錫蘭高地茶主要有烏龍茶（或乌巴茶）、汀布拉茶和努沃勒埃利耶茶。

## 種類

### 烏沃茶
烏巴茶（Uva），又譯為烏沃茶、烏伐茶或烏瓦茶，出產於斯里蘭卡中央山脈東側的高地上，特徵是濃烈、香醇，因此常被拿來當早餐茶。適合沖泡奶茶。

### 汀布拉茶
汀布拉茶（Dimbulla），又称顶普拉茶，出产于斯里兰卡中央山脉的西侧。

## 相關飲品

### 調味紅茶
調味紅茶在錫蘭紅茶的基礎上添加各種天然的或者人工製造的香料，以適應不同人羣的口味需求。這種香料必須是天然無害的，如添加蘋果，檸檬，香草等天然風味香料。

### 紅茶飲品
錫蘭紅茶還衍生出了其他的引用方法和飲品。
- 泡沫紅茶：錫蘭紅茶加上果糖糖漿後放在調酒器中和冰塊一起搖勻，在搖的過程中會產生細緻的泡沫，故稱為泡沫紅茶。亦有泡沫奶茶。
- 檸檬茶：錫蘭紅茶加上檸檬汁。
- 古早味紅茶：在台灣早期常見，於錫蘭紅茶加入焙炒過的決明子調味而成。因為焙炒過的決明子味道和咖啡有些相似，所以也俗稱咖啡紅茶。
- 麥香紅茶：錫蘭紅茶加入麥茶與糖。
- 奶茶：常為錫蘭紅茶加上牛奶（或奶精、奶粉），簡稱奶紅。有別於以綠茶為基礎的奶綠。
- 印度奶茶：奶茶加上香辛料
- 珍珠奶茶：奶茶加上木薯粉圓
- 絲襪奶茶：錫蘭紅茶通過英國傳入香港後，發展成具香港地道特色的飲料：絲襪奶茶及鴛鴦。
- 水果茶：錫蘭紅茶與水果熬煮，或是茶同水果一起冷泡。